# Каменск (Иркутская область)
Ка́менск — посёлок в Чунском районе Иркутской области России. Административный центр Каменского муниципального образования.

## География
Посёлок находится на расстоянии примерно 34 км к западу от рабочего посёлка Чунский, административного центра района.

## Население
| 2002 | 2010 | 2011 | 2012 |
| ---- | ---- | ---- | ---- |
| 818  | ↘671 | ↘667 | ↘656 |

### Половой состав
По данным Всероссийской переписи, в 2010 году в посёлке проживал 671 человек (326 мужчин и 345 женщин).